# Ernst Sommer
Ernst Sommer (29. října 1888 Jihlava – 20. října 1955 Londýn) byl český německy píšící spisovatel a novinář židovského původu. Profesí byl advokátem.

## Život
Sommer se narodil v rodině židovského továrníka. Po maturitě v rodné Jihlavě začal v roce 1907 studovat medicínu na vídeňské univerzitě, po jednom semestru přešel na práva. Roku 1912 se stal doktorem práv. Rok nato vyšel jeho první román. V té době měl Sommer blízko k „pražskému kroužku“ kolem Maxe Broda a Franze Kafky. V letech 1912–1914 pracoval Sommer na okresním a krajském soudu v Jihlavě; roku 1915 působil ve Vídni, v roce 1915 v Mostě, Duchcově a Ústí nad Labem. Ještě v témže roce narukoval. Během války byl zřejmě nasazen na frontě a ve válečném soudu ve Felixdorfu v Dolním Rakousku.
Od roku 1920 pracoval Sommer jako advokát v Karových Varech. Psal eseje, v nichž se vyrovnával s židovskou otázkou, a také expresionistické grotesky: roku 1920 to byl Der Simulant (Simulant), o dva roky později Der Fall des Bezirksrichters Fröhlich (Případ okresního soudce Fröhlicha). V roce 1924 vydával společně s Bruno Adlerem časopis Die Provinz (Provincie). Byl také politicky činný. Jako člen německé sociální demokracie zasedal v městské radě. Intenzívně se zabýval kulturními záležitostmi a snažil se o česko-německé porozumění. Ve 30. letech začal Sommer, působící od roku 1928 také jako divadelní kritik, sepisovat historické romány. V dílech jako Die Templer (Templáři) z roku 1935 a Botschaft aus Granada (Poselství z Granady) z roku 1937 se kriticky vyrovnával se soudobými událostmi, jako bylo např. pronásledování Židů.
Po uzavření mnichovské dohody odešel Sommer, který se hned od počátku angažoval proti nacismu, nejprve do Prahy a v listopadu 1938 do Spojeného království. Jeho matka spáchala v roce 1942 v terezínském koncentračním táboře sebevraždu, sestra Antonie Grünbergerová zahynula roku 1944 v koncentračním táboře v Osvětimi.
V Londýně pracoval Sommer v advokátní kanceláři. Během druhé světové války podporoval publicisticky československou exilovou vládu a psal do exilového tisku. Jeho povídka Die Gaskammer (Plynová komora), která vyšla v listopadu 1942, je jedno z prvních literárních zpracování holocaustu. Námětem jeho mezinárodně nejúspěšnějšího románu Revolte der Heiligen (Revolta svatých) je židovské povstání v koncentračním táboře. Po válce uveřejnil Sommer několik dalších románů, zabývajících se osudy lidí v exilu nebo historickými osobnostmi – Villonem, Thomasem Müntzerem a Ulrichem von Huttenem. V letech 1946 a 1947 navštívil Prahu, trvale se v ní však neusadil. Roku 1951 přijal britské státní občanství a zemřel v londýnském exilu, kde i nadále pracoval jako advokát.

## Dílo (výběr)
- Gideons Auszug (Gideonův odchod), Wien 1913
- Sommer, E. Revolte der Heiligen: Erzählung. 1. vyd. Mexico: El Libro Libre, 1944.Der Aufruhr (Vzpoura), Wien 1920

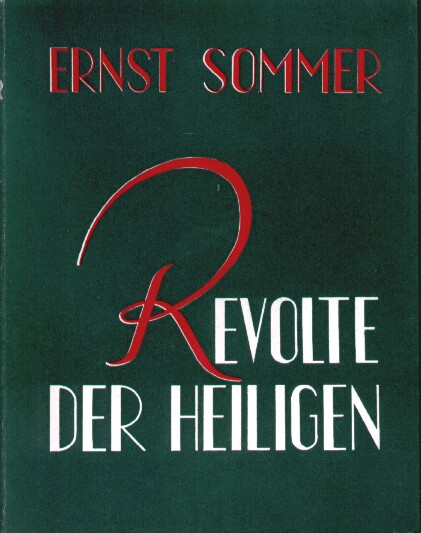
Sommer, E. Revolte der Heiligen: Erzählung. 1. vyd. Mexico: El Libro Libre, 1944.

- Der Fall des Bezirksrichters Fröhlich (Případ okresního soudce Fröhlicha), Liberec 1922
- Die Templer (Templáři), Berlin 1935. Česky vyšlo v roce 1936 v překladu Pavla Eisnera, v typografické úpravě Jindřicha Štýrského a s obálkou od Františka Muziky.
- Botschaft aus Granada (Poselství z Granady), Ostrava 1937
- Ein Mönch von Touraine (Mnich tourainský), 1937/1938 - Doktor Rabelais , Rudolstadt 1954. Česky vyšlo 1946 v překladu Pavla Eisnera.
- Into Exile: the History of the counter-reformation in Bohemia (1620-1650), London 1943
- Revolte der Heiligen (Revolta svatých), México 1944
- Die Sendung Thomas Münzers (Poslání Tomáše Münzera), Berlin 1948. Česky vyšlo v roce 1951 v překladu Vladimíra Neffa.
- Erpresser aus Verirrung (Vyděrač z poblouznění), Wien 1949
- Villon, Berlin 1949
- Das Fräulein von Paradis (Slečna z ráje), Nürnberg 1951
- Antinous oder Die Reise eines Kaisers (Antinous aneb císařova cesta), Rudolstadt 1955
- Das Leben ist die Fülle, nicht die Zeit (Život je bohatství, nikoliv čas), Berlin 1955
- Der Aufruhr und andere ausgewählte Prosa (Povstání a další vybraná próza), Wiesbaden 1976

Většina románů vyšla v českých překladech.